# Arquidiócesis de Veszprém
La arquidiócesis de Veszprém (en latín: Archidioecesis Veszprimien(sis) y en húngaro: Veszprémi főegyházmegye) es una circunscripción eclesiástica latina de la Iglesia católica en Hungría, sede metropolitana de la provincia eclesiástica de Veszprém. La arquidiócesis tiene al arzobispo György Udvardy como su ordinario desde el 12 de julio de 2019. 

## Territorio y organización

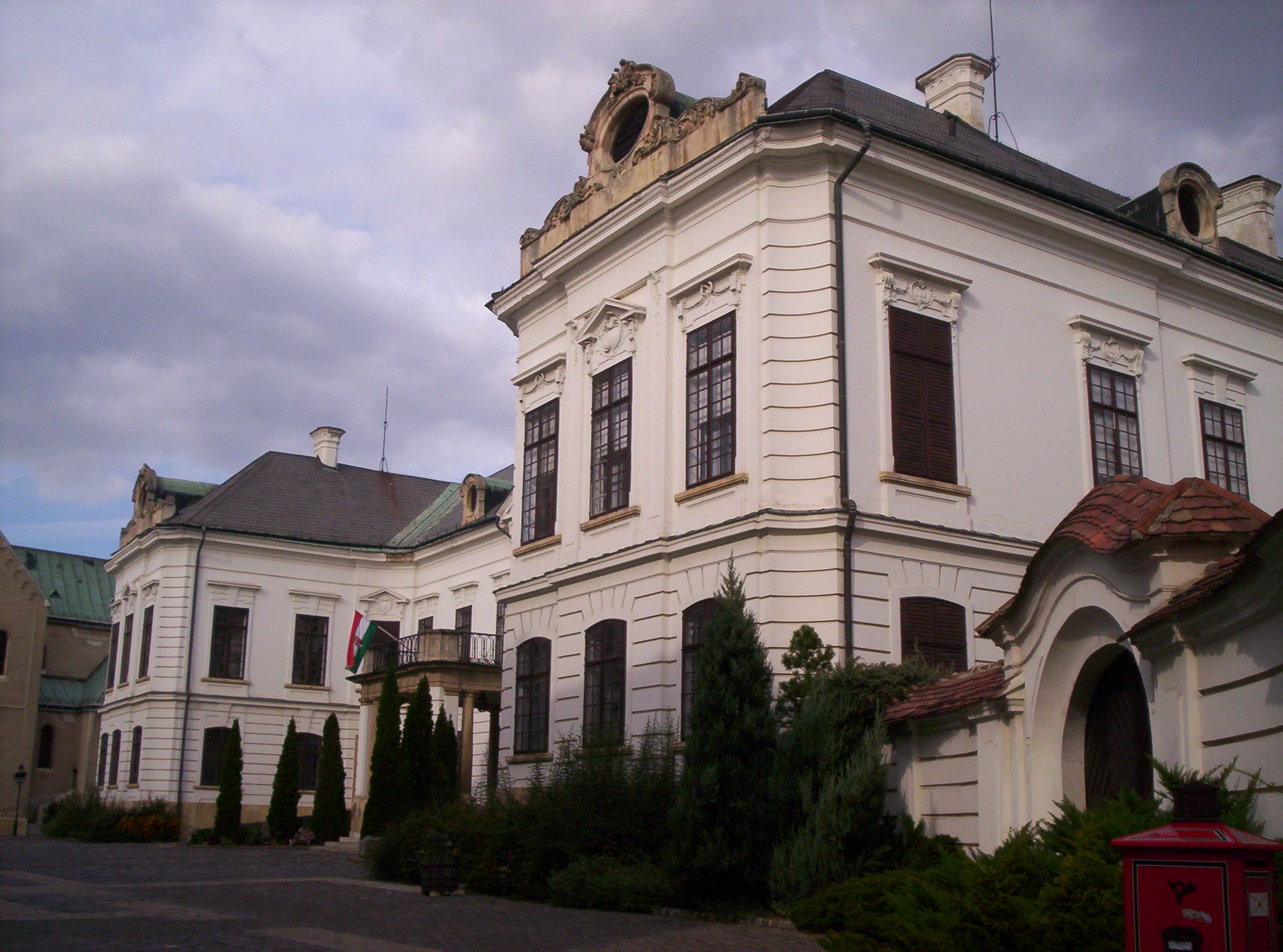
Palacio arzobispal

La arquidiócesis tiene 6920 km² y extiende su jurisdicción sobre los fieles católicos de rito latino residentes en el condado de Veszprém y en la parte oriental del condado de Zala.
La sede de la arquidiócesis se encuentra en la ciudad de Veszprém, en donde se halla la Catedral basílica de San Miguel.
En 2020 en la arquidiócesis existían 180 parroquias.
La arquidiócesis tiene como sufragáneas a las diócesis de: Kaposvár y Szombathely.

## Historia

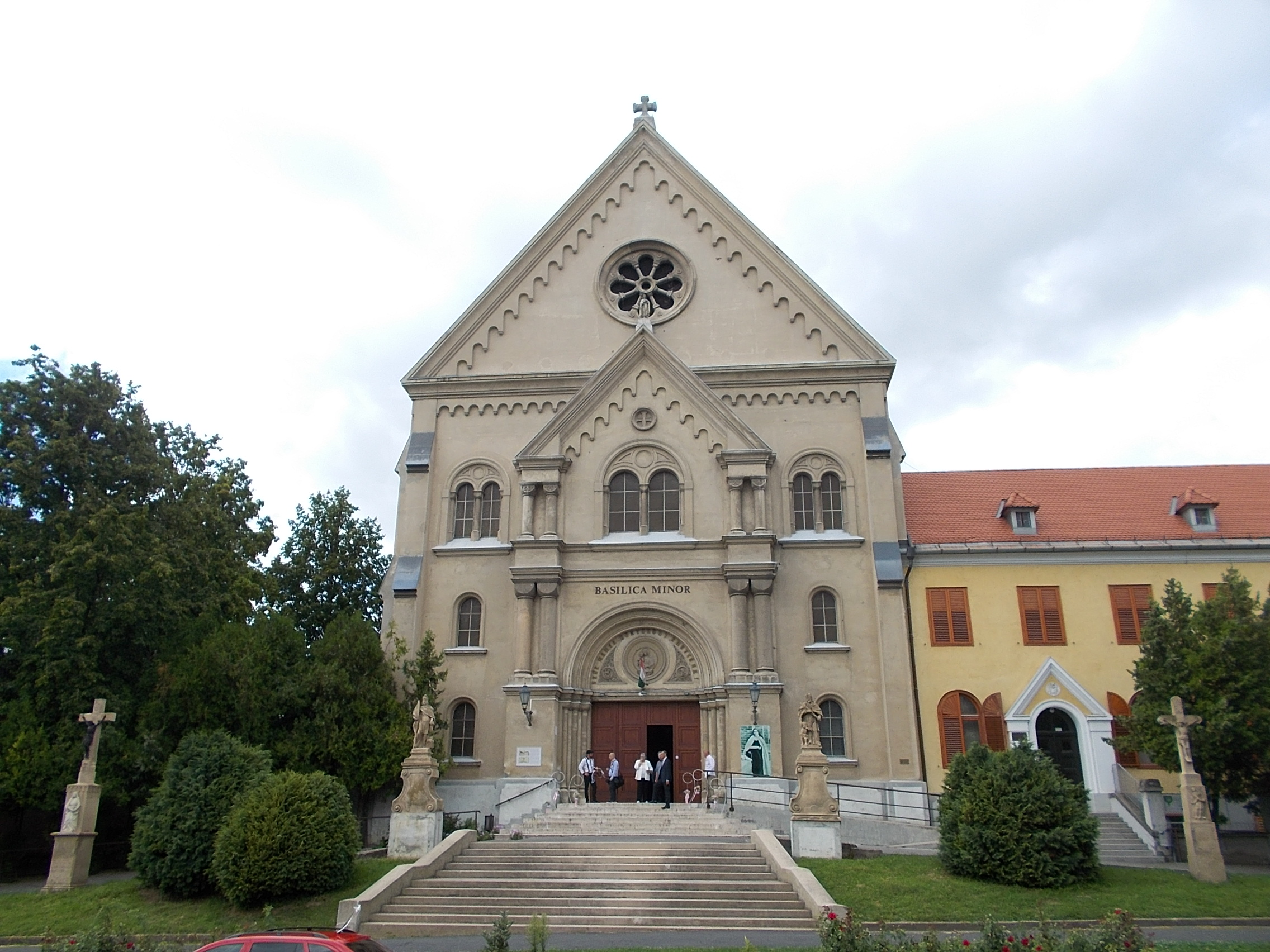
Basílica menor de Santa Teresa, Keszthely

La diócesis de Veszprém fue erigida en 1009 por Esteban I de Hungría. Originalmente era sufragánea de la arquidiócesis de Esztergom (hoy arquidiócesis de Esztergom-Budapest). A instancias de la beata Gisela de Baviera, esposa de san Esteban y reina de Hungría, se construyó la primera catedral. La propia Gisela quería ser enterrada en Veszprém y quizás de este hecho derivara el privilegio del obispo de Veszprém de coronar a las reinas de Hungría y actuar como su canciller.
En 1276 la ciudad fue destruida durante una guerra entre los señores de Németujvár y los de Csák. La catedral fue destruida en un incendio y la escuela de teología y derecho y la biblioteca también fueron destruidas. Durante el ataque, 68 personas, entre canónigos y sacerdotes, fueron asesinadas, muchas otras fueron torturadas y robadas, mientras que todos los tesoros del cabildo catedralicio fueron saqueados.
En 1526 la victoria otomana en la batalla de Mohács marcó el inicio de la decadencia de la diócesis, agravada poco después por la Reforma protestante y por las batallas entre húngaros y turcos que tenían como teatro de operaciones el territorio diocesano.
Hasta la edición del misal post-tridentino de san Pío V, el rito strigoniense estaba en uso en la arquidiócesis, cuyo misal tiene su origen en un Sacramentario compuesto en el capítulo de Veszprém entre 1192 y 1195. Incluso después de la introducción del Misal romano, el ritual strigoniense impreso en 1625 y en ediciones posteriores estuvo en uso en la diócesis hasta 1909, que, aunque se refería al ritual Romanum de 1614, aceptaba las costumbres propias del Reino de Hungría.
Solo después de 1686, con la reconquista de Buda y el fin del dominio sobre gran parte de Hungría, la diócesis volvió a florecer. En 1711 se iniciaron las obras de reconstrucción, finalizadas en las décadas siguientes.
El 17 de junio de 1777 cedió partes de su territorio para la erección de las diócesis de Szombathely (con la bula Relata semper del papa Pío VI) y Székesfehérvár (con la bula In universa gregis).
El 31 de mayo de 1993 fue elevada a arquidiócesis metropolitana con la bula Hungarorum gens del papa Juan Pablo II. Al mismo tiempo cedió parte de su territorio para la erección de la diócesis de Kaposvár; y otros cambios territoriales han llevado a la arquidiócesis a asumir la fisonomía territorial actual.

## Estadísticas
De acuerdo al Anuario Pontificio 2021 la arquidiócesis tenía a fines de 2020 un total de 275 597 fieles bautizados.
| Año                                                                             | Población            | Población | Población      | Sacerdotes | Sacerdotes    | Sacerdotes    | Bautizados por sacerdote | Diáconos permanentes | Religiosos | Religiosos | Parroquias |
| Año                                                                             | Bautizados católicos | Total     | % de católicos | Total      | Clero secular | Clero regular | Bautizados por sacerdote | Diáconos permanentes | Varones    | Mujeres    | Parroquias |
| ------------------------------------------------------------------------------- | -------------------- | --------- | -------------- | ---------- | ------------- | ------------- | ------------------------ | -------------------- | ---------- | ---------- | ---------- |
| 1949                                                                            | 703 198              | 874 163   | 80.4           | 623        | 440           | 183           | 1128                     |                      | 166        |            | 329        |
| 1969                                                                            | 750 000              | 930 100   | 80.6           | 505        | 423           | 82            | 1485                     |                      | 82         |            | 337        |
| 1977                                                                            | 650 500              | 928 420   | 70.1           | 406        | 406           |               | 1602                     |                      |            |            | 351        |
| 1990                                                                            | 654 820              | 980 536   | 66.8           | 298        | 298           |               | 2197                     |                      |            |            | 347        |
| 1999                                                                            | 304 645              | 468 994   | 65.0           | 144        | 124           | 20            | 2115                     |                      | 20         | 30         | 181        |
| 2000                                                                            | 301 910              | 451 524   | 66.9           | 142        | 122           | 20            | 2126                     |                      | 20         | 20         | 181        |
| 2001                                                                            | 302 024              | 461 123   | 65.5           | 131        | 111           | 20            | 2305                     | 1                    | 26         | 30         | 181        |
| 2002                                                                            | 295 694              | 459 404   | 64.4           | 118        | 108           | 10            | 2505                     | 1                    | 16         | 33         | 180        |
| 2003                                                                            | 320 731              | 484 940   | 66.1           | 127        | 106           | 21            | 2525                     | 1                    | 31         | 26         | 180        |
| 2004                                                                            | 315 374              | 478 029   | 66.0           | 134        | 106           | 28            | 2353                     | 2                    | 38         | 28         | 180        |
| 2010                                                                            | 336 000              | 461 000   | 72.9           | 119        | 97            | 22            | 2823                     | 12                   | 24         | 22         | 180        |
| 2014                                                                            | 335 600              | 461 500   | 72.7           | 134        | 112           | 22            | 2504                     | 14                   | 24         | 5          | 180        |
| 2017                                                                            | 333 000              | 459 000   | 72.5           | 134        | 111           | 23            | 2485                     | 14                   | 24         | 3          | 180        |
| 2020                                                                            | 275 597              | 442 840   | 62.2           | 126        | 110           | 16            | 2187                     | 17                   | 17         | 2          | 180        |
| Fuente: Catholic-Hierarchy, que a su vez toma los datos del Anuario Pontificio. |                      |           |                |            |               |               |                          |                      |            |            |            |

## Episcopologio
- István † (1009-?)
- Benetha (Benedek I) † (mencionado en 1046)
- Bulcsu Lád †
- András † (mencionado en 1058)
- Kozma † (1068-1091)
- Almarius † (1091-1093)
- Máté † (mencionado en 1113)
- Nana † (mencionado en 1131)
- Martyrius † (mencionado en 1135)
- Péter I † (1135-1139)
- Pál † (1142-1143)
- Péter II † (mencionado en 1156)
- János I † (mencionado en 1164)
- Benedek II † (mencionado en 1171)
- János II † (1181-1199)
- Kalenda (Kalanda) † (1199-1209 falleció)
- Róbert † (1209-13 de marzo de 1226 nombrado arzobispo de Esztergom)
- Bertalan † (1226-1244)
- Zlaudus Kaplony † (1244-1262)
- Pál Balogh Széchy † (1263-1275)
- Péter Kőszegi † (28 de octubre de 1275-1289)
- Benedek Rád † (1289-1311)
- István Ákos † (1311-1322?)
- Henrik † (18 de enero de 1320-1333 falleció)
- Meskó † (1334-1344 falleció)
- István Harcsáki † (9 de agosto de 1344-2 de marzo de 1345 nombrado arzobispo de Kalocsa)
- Galhard de Carceribus † (2 de marzo de 1345-19 de julio de 1346 nombrado arzobispo de Bríndisi)
- János Dorozsma Gara † (19 de julio de 1346-1357 falleció)
- László Hont-Pázmány † (27 de marzo de 1358-1372 falleció)
- László de Deménd † (27 de octubre de 1372-2 de octubre de 1377 nombrado obispo de Oradea)
- Péter Siklósi † (2 de octubre de 1377-1378)
- Benedek Himházi † (22 de febrero de 1380-1387)
- Demeter Hont-Pázmány † (25 de octubre de 1387-22 de diciembre de 1391 nombrado obispo de Transilvania)
- Maternus † (30 de enero de 1392-3 de abril de 1395 nombrado obispo de Transilvania)
- Demeter Hont-Pázmány † (3 de abril de 1395-1398) (por segunda vez)
- Mihály Hédervári † (16 de junio de 1399-1402 falleció)
- György † (9 de marzo de 1403-1404)
- János Albeni † (1407-1410)
- Sándor † (1411-1411)
  - Branda Castiglione † (1 de septiembre de 1412-1424 renunció) (administrador apostólico)
- Péter Rozgonyi † (5 de mayo de 1424-23 de mayo de 1425 nombrado obispo de Eger)
- Uski János † (7 de enero de 1426-1428 falleció)
- Simon Rozgonyi † (30 de agosto de 1428-15 de febrero de 1440 nombrado obispo de Eger)
- Giovanni de Dominis † (15 de febrero de 1440-9 de mayo de 1440 renunció)
- Mátyás Gatal Gatalóczi † (9 de mayo de 1440-1457 falleció)
- Albert Kaplony Vetési † (16 de junio de 1458-1486 falleció)
- János Vitéz † (3 de junio de 1489-1499 falleció)
- György Szatmári † (1 de abril de 1500-14 de febrero de 1502 nombrado obispo de Oradea)
- Gregorio Frangipane † (18 de abril de 1502-11 de diciembre de 1503 nombrado arzobispo de Kalocsa)
  - Pietro Isvalies † (21 de junio de 1503-22 de septiembre de 1511 falleció) (administrador apostólico)
- Péter Beriszló † (1513-20 de mayo de 1520 falleció)
- Pál Várdai † (1521-1526 nombrado obispo de Eger)
  - Tamás Zalaházi † (1526-3 de febrero de 1529 nombrado obispo de Eger) (obispo electo)
  - Márton Kecset † (1529-circa 1548 renunció) (obispo electo)
- Pál Bornemisza † (4 de julio de 1550-3 de agosto de 1554 nombrado obispo de Transilvania)
- András Köves † (3 de agosto de 1554-7 de enero de 1568 falleció)
- János Liszti † (1568-15 de mayo de 1573 nombrado obispo de Győr)
- István Fejérkővy † (15 de mayo de 1573-19 de diciembre de 1588 nombrado obispo de Nitra)
  - Ferenc Forgách † (22 de diciembre de 1587-2 de agosto de 1599 nombrado obispo de Nitra[7]) (no confirmado)
  - Ferenc Monoszlóy † (17 de diciembre de 1596-?) (no confirmado)
- András Monoszlóy † (21 de junio de 1599-11 de diciembre de 1609 falleció)
  - Lajos Ujlaky † (1604-1605 o 1606 falleció) (no confirmado)
  - Demeter Náprágyi † (1607-1607 nombrado obispo de Győr) (no confirmado)
  - Bálint Lépes † (1608-1608) (no confirmado)
  - Péter Radovics † (1608-1608 falleció) (no confirmado)
- Ferenc Ergelics † (29 de marzo de 1610-17 de diciembre de 1629 nombrado obispo de Zagreb)
  - István Sennyey Kissennyei † (11 de julio de 1628-1630) (no confirmado)
  - István Szentandrássy Csíkmádéfalvi † (24 de marzo de 1630-21 de septiembre de 1631 falleció) (no confirmado)
- Pál David Felistáli † (6 de octubre de 1631-1633 falleció)
- György Lippay Zombori † (6 de junio de 1633-4 de diciembre de 1645 nombrado arzobispo de Esztergom)[8]
  - György Jakosics † (1638-1642 nombrado obispo de Eger) (no confirmado)
  - István Bosnyák † (5 de agosto de 1642-5 de septiembre de 1644 nombrado obispo de Vác) (no confirmado)
  - György Szelepcsényi † (5 de septiembre de 1644-8 de diciembre de 1647 nombrado obispo de Eger) (no confirmado)
- György Széchény † (9 de junio de 1653-7 de diciembre de 1665[9] nombrado obispo de Győr)
  - Pál Hoffmann † (27 de enero de 1658-1659 falleció) (no confirmado)
- István Sennyey Kissennyei el Joven † (14 de enero de 1669[10] -10 de abril de 1687 falleció)
- Pál Széchényi, O.S.P.P.E. † (24 de noviembre 1687-1 de julio de 1697 nombrado arzobispo de Kalocsa e administrador apostólico)
  - Pál Széchényi, O.S.P.P.E. † (1 de julio de 1697-22 de mayo de 1710 falleció) (administrador apostólico)
- Otto János Teofil Tóth von Volkra  † (1 de octubre de 1710-19 de diciembre de 1720 falleció)
  - Imre Esterházy † (17 de enero de 1723-17 de marzo de 1727 nombrado arzobispo de Esztergom) (no confirmado)
- Péter Ádám Acsády † (8 de abril de 1726[11] -10 de octubre de 1744 falleció)
- Márton Padányi Biró † (19 de julio de 1745-10 de agosto de 1762 falleció)
- Ignác Koller † (10 de agosto de 1762 por sucesión-4 de abril de 1773 falleció)
- József Baizath † (12 de mayo de 1777-24 de febrero de 1802 falleció)
  - Sede vacante (1802-1808)
- Pál Rosos † (11 de julio de 1808-17 de julio de 1809 falleció)
  - Sede vacante (1809-1814)
- György Kurbély † (26 de septiembre de 1814-27 de mayo de 1821 falleció)
- Antal Makay † (24 de noviembre 1823-8 de enero de 1825 falleció)
- József Kopácsy † (27 de junio de 1825-18 de febrero de 1839 nombrado arzobispo de Esztergom)
  - Sede vacante (1839-1842)
- Domonkos Zichy † (23 de mayo de 1842-27 de octubre de 1849 renunció)
- János Ranolder † (7 de enero de 1850-12 de septiembre de 1875 falleció)
- Zsigmond Kovács † (25 de junio de 1877-18 de junio de 1887 falleció)
- Károly Hornig † (1 de junio de 1888-9 de febrero de 1917 falleció)
- Nándor Rott † (12 de julio de 1917-3 de marzo de 1939 falleció)
- Tihamér Tóth † (3 de marzo de 1939 por sucesión-6 de mayo de 1939 falleció)
- Gyula Czapik † (19 de julio de 1939-7 de mayo de 1943 nombrado arzobispo de Eger)
- József Mindszenty † (3 de marzo de 1944-2 de octubre de 1945 nombrado arzobispo de Esztergom)
- László Bánáss † (4 de septiembre de 1946-20 de abril de 1949 falleció)
- Bertalan Badalik † (10 de junio de 1949-11 de octubre de 1965 falleció)
  - Sede vacante (1965-1975)
- László Kádár † (7 de enero de 1975-2 de marzo de 1978 nombrado arzobispo de Eger)
- László Paskai † (31 de marzo de 1979-5 de abril de 1982 nombrado arzobispo coadjutor de Kalocsa)
- József Szendi † (3 de septiembre de 1983-14 de agosto de 1997 Retirado)
- Gyula Márfi (14 de agosto de 1997-12 de julio de 2019 Retirado)
- György Udvardy, desde el 12 de julio de 2019